# サーティファイ
株式会社サーティファイ（英: Certify Inc.）は、ビジネス能力、技能に関する認定試験の開発・主催・実施をし、主催試験に対応した対策問題集の開発・販売をする会社である。本社は東京都中央区に所在する。

## 概要
「日本情報処理教育普及協会」・「日本ソフトウェア教育協会」・「マルチメディアクリエイター教育普及協会」・「Web利用・技術検定協会」・「日本ホテル実務教育協会」の5協会が、急速に変化する社会情勢と人材ニーズの多様化に対応すべく、2001年に株式会社サーティファイを設立し、そのもとに統合した。以降「コミュニケーション能力認定委員会」・「著作権検定委員会」・「コンプライアンス検定委員会」の3つの新しい委員会を加え、様々な認定試験を主催している。
主催試験は7分野23種別からなり、Microsoft OfficeやAdobe Illustratorなど、パソコンを使用したIT系の試験や著作権・コンプライアンス・コミュニケーションなどの非IT系の試験がある。試験の内容は成果物を作成するものや、ビジネスの一場面を題材とした事例問題が取り入れられている。。他にも、bjリーグスキルアップテスト（バスケットボール）検定なども行っている。

## 試験科目

### 情報処理能力認定委員会
- 情報処理技術者能力認定試験
- C言語プログラミング能力認定試験
- Javaプログラミング能力認定試験
- ジュニア・プログラミング検定
- 実践プログラミング技術者試験
- AI検定

### ソフトウェア活用能力認定委員会
- Excel表計算処理技能認定試験
- Word文書処理技能認定試験
- Accessビジネスデータベース技能認定試験
- PowerPointプレゼンテーション技能認定試験
- Illustratorクリエイター能力認定試験
- Photoshopクリエイター能力認定試験

### Web利用・技術認定委員会
- Webクリエイター能力認定試験
- ネットマーケティング検定

### ホテル実務能力認定委員会
- ホテル実務技能認定試験

### コミュニケーション能力認定委員会
- コミュニケーション検定
- ケア・コミュニケーション検定（ケア・コミュニケーションアセスメント試験）
- 営業力強化検定（営業力強化検定「Webテスト」）
- 実践日本語コミュニケーション検定

### 著作権検定委員会
- ビジネス著作権検定
- 教育著作権検定

### コンプライアンス検定委員会
- ビジネスコンプライアンス検定

## 沿革
- 1983年　日本情報処理教育普及協会設立　
  - 情報処理技術者能力認定試験スタート
- 1988年　ワードプロセッサ技能認定試験スタート
- 1992年　C言語プログラミング能力認定試験スタート
  - 日本ホテル実務教育協会設立
  - ホテル実務技能認定試験スタート
- 1994年　Visual Basicプログラミング能力認定試験スタート
- 1995年　Excel表計算処理技能認定試験スタート
  - マルチメディアクリエイター教育普及協会設立
  - Illustratorクリエイター能力認定試験スタート
  - Photoshopクリエイター能力認定試験スタート
- 1996年　日本ソフトウェア教育協会設立
  - Word文書処理技能認定試験スタート
  - Accessビジネスデータベース技能認定試験スタート
- 2000年　Javaプログラミング能力認定試験スタート
  - Web利用・技術検定協会設立
  - インターネットユーザー能力認定試験スタート
- 2001年　Webクリエイター能力認定試験スタート
  - Power Pointプレゼンテーション技能認定試験スタート
  - Flashクリエイター能力認定試験スタート
  - 株式会社サーティファイ設立
- 2002年　サーティファイの各認定委員会へ組織改編（名称変更）
- 2003年　コミュニケーション能力認定委員会設置
  - コミュニケーション検定スタート
- 2004年　著作権検定委員会設置
  - ビジネス著作権検定スタート
- 2005年　ホームページ制作能力認定試験スタート
  - コンプライアンス検定委員会設置
  - ビジネスコンプライアンス検定スタート
- 2007年　基本情報技術者試験（国家資格FE）の構造改革特別区域における特例措置（IT特区）に対応
  - 情報処理技術者能力認定試験の2級第1部に合格した後、差分講習を受講し、その後の修了試験に合格することで、基本情報技術者試験（FE）の午前科目の受験が免除される制度が設定された。
- 2008年　ケア・コミュニケーション検定・ケアコミュニケーションアセスメント試験スタート
- 2010年　現代キーワード検定スタート（実施機関）
- 2011年　営業力強化検定・営業力強化検定「Webテスト」スタート
  - bjリーグスキルアップテストスタート（実施機関）
- 2012年　ネットマーケティング検定スタート
- 2013年　実践日本語コミュニケーション検定スタート
- 2014年4月にジュニア・チアダンス検定を始める
- 2016年　ジュニア・プログラミング検定スタート
- 2017年　実践Java技術者試験スタート
- 2018年　教育著作権検定スタート